# Otto Rombach
Otto August Rombach (* 22. Juli 1904 in Böckingen, heute zu Heilbronn; † 19. Mai 1984 in Bietigheim-Bissingen) war ein deutscher Schriftsteller und Journalist.

## Leben
Rombach wurde in Böckingen geboren, zog aber schon 1905 als Kleinkind mit seinen Eltern nach Bietigheim. Er stammt aus einer Künstlerfamilie; der Vater August Rombach war Kunstmaler, Bruder Richard wurde Kameramann bei der UFA in Berlin und sein Bruder Hermann Rombach wurde Maler und Zeichner.
Otto Rombach war zunächst Journalist bei der Frankfurter Zeitung, später in Berlin. Als Schriftsteller erlangte er Berühmtheit ab 1928 mit Gedichten, Bühnenstücken, Novellen, Hörspielen und historischen Romanen wie Der junge Herr Alexius (1940), vor allem aber mit Adrian der Tulpendieb (1935), verfilmt 1966 als erste deutsche Fernsehserie in Farbe und am 25. Januar 2009 im Altonaer Theater, Hamburg, als Theaterstück (Bühnenbearbeitung von Martin Chlupka) uraufgeführt.
Er schrieb Erzählungen, Romane, Theaterstücke, Gedichte und Reiseberichte.
Nach ihm ist das Otto-Rombach-Stipendium für talentierte junge Musiker, Maler und Literaten benannt, das die Stadt Heilbronn jährlich aus einer Stiftung Rombachs vergibt.

## Ehrungen und Auszeichnungen
Rombach wurde 1941 mit dem Schwäbischen Dichterpreis, einem von dem württembergischen Ministerpräsidenten und Kultminister Christian Mergenthaler 1935 ins Leben gerufenen NS-Literaturpreis, ausgezeichnet. 1964 erhielt er das Große Verdienstkreuz des Verdienstordens der Bundesrepublik Deutschland sowie die Ehrenmedaille der Stadt Heilbronn und wurde Ehrenbürger der Stadt Bietigheim. Seit 1949 war er Mitglied der Deutschen Akademie für Sprache und Dichtung. 1965 wurde er Ehrenmitglied der Académie Berrichonne in Bourges, Frankreich. Die baden-württembergische Landesregierung ehrte ihn 1969 mit dem Professorentitel. 1981 erhielt er die Landesverdienstmedaille, 1984 wurde die Stadtbücherei von Bietigheim-Bissingen in Otto-Rombach-Bücherei umbenannt. In Furtwangen im Schwarzwald gibt es einen Otto-Rombach-Weg, in Heilbronn-Böckingen, seinem Geburtsort, gibt es die Rombachstraße.

## Werke (Auswahl)
- Gazettenlyrik. Gedichte eines jungen Journalisten (Lyrik, 1928)
- Adrian, der Tulpendieb. Ein Schelmenroman (1936); Farbfernsehserie (sechs Episoden, 1966)
- Der Standhafte Geometer. Ein Roman von der jungen Donau (1938, Neuauflage 1952 als Cornelia und der standhafte Geometer). [Hugo Siefert: Notizen zu Otto Rombachs "Der standhafte Geometer". In: Schriften des Vereins für Geschichte und Naturgeschichte des Baar, Band 53 (2010)]
- Der junge Herr Alexius (Historischer Roman über einen Kaufmann der Ravensburger Handelsgesellschaft, 1940)
- Vittorino oder Die Schleier der Welt (Roman, 1947)
- Gordian und der Reichtum des Lebens (Roman, 1952)
- Der gute König René (Historischer Roman, 1964)
- Italienische Reisen (Reisebericht, 1967)
- Atem des Neckars. Heimatliches Reisebuch. Landschaften, Menschen und Städte (1971)
- Vorwärts, rückwärts, meine Spur. Geschichten aus meinem Leben (Autobiografie, 1974)
- Glückliches Land. An Bodensee und Neckar, zwischen Ries und Rhein (Reisebericht, 1976)
- Der Goldene Meilenstein. Römische Veduten und Gestalten (DVA 1984)